# Zone économique exclusive
« ZEE » redirige ici. Pour les autres significations, voir Zee.

Les zones maritimes du droit international de la mer.

Une zone économique exclusive (ZEE) est, d'après le droit de la mer, un espace maritime sur lequel un État côhtier exerce des droits souverains et économiques en matière d'exploitation et d'usage des ressources naturelles. Elle s'étend à partir de la ligne de base de l'État jusqu'à 200 milles marins (370,42 km) de ses côtes au maximum ; au-delà, il s'agit des eaux internationales. Le terme est parfois abusivement appliqué aussi aux eaux territoriales et aux extensions possibles du plateau continental au-delà de ces limites. La confusion vient du fait que les zones de pêche sont définies par les limites extérieures des ZEE. Elles comprennent donc notamment les mers territoriales. Et les extensions des plateaux continentaux n'augmentent pas les ZEE : elles ne concernent que les sols et sous-sols, les eaux demeurant des eaux internationales.

## Définition

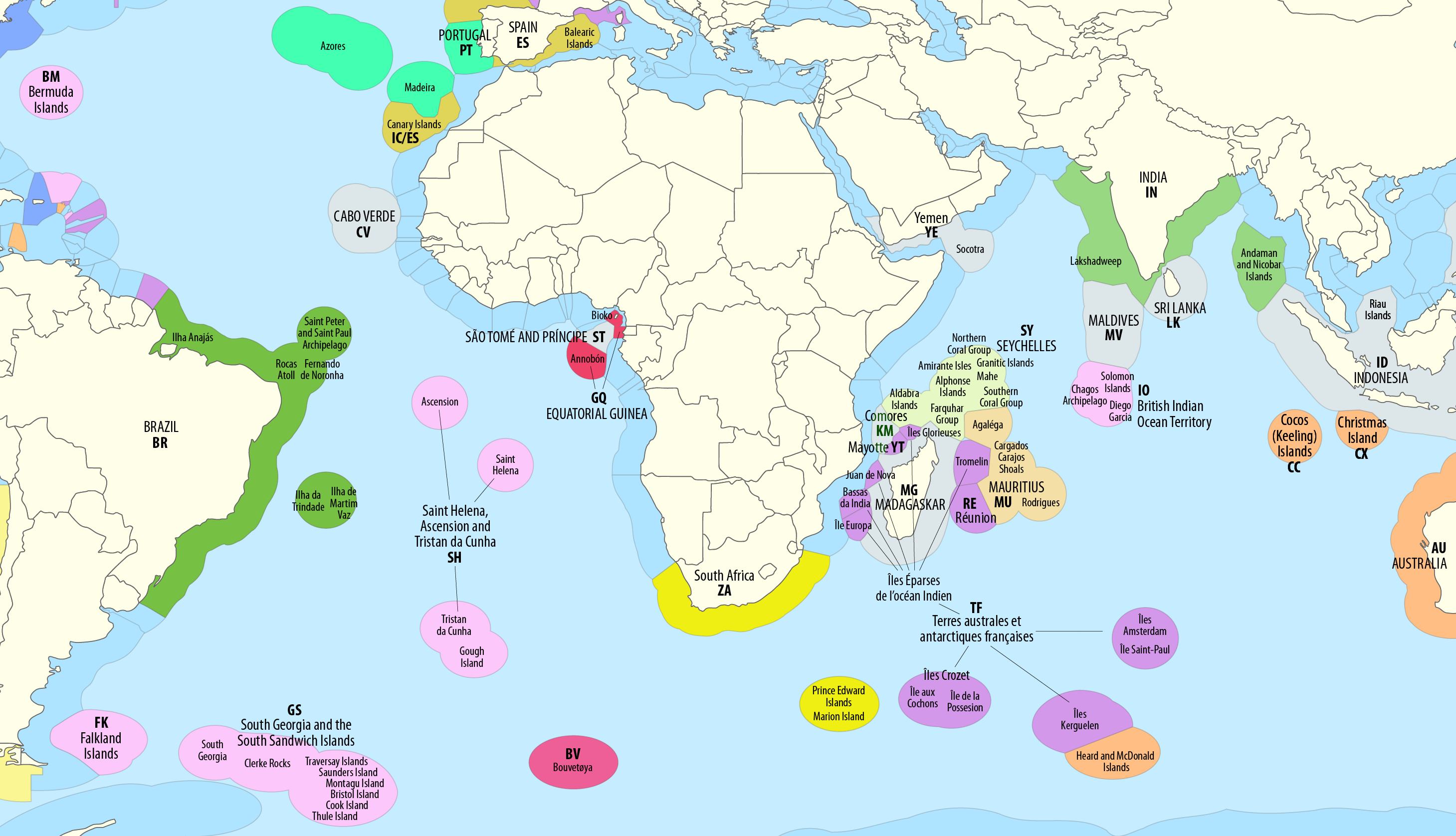
Les ZEE des océans Atlantique et Indien

Les ZEE de l'océan Pacifique

La notion de ZEE trouve son fondement juridique dans la Convention des Nations unies sur le droit de la mer (ou Convention dite de Montego Bay), signée le 10 décembre 1982.

« Dans la zone économique exclusive, l'État côtier a :

- des droits souverains aux fins d'exploration et d'exploitation, de conservation et de gestion des ressources naturelles, biologiques ou non biologiques, des fonds marins et de leur sous-sol, ainsi qu'en ce qui concerne d'autres activités tendant à l'exploration et à l'exploitation de la zone à des fins économiques, telles que la production d'énergie à partir de l'eau, des courants et des vents ; 

- juridiction en ce qui concerne la mise en place et l'utilisation d'îles artificielles, d'installations et d'ouvrages, la recherche scientifique marine, la protection et la préservation du milieu marin. »

— Article 56 de la Convention des Nations unies sur le droit de la mer

« La zone économique exclusive ne s'étend pas au-delà de 200 milles nautiques [soit 370,4 km] des lignes de base à partir desquelles est mesurée la largeur de la mer territoriale. »

— Article 57 de la Convention des Nations unies sur le droit de la mer
Juridiquement, lorsqu'elle existe, la ZEE se superpose au plateau continental mais, alors que les droits relatifs au plateau continental sont indépendants de toute revendication, ceux liés à la ZEE n'existent que si l'État côtier a explicitement créé celle-ci, dans le respect du droit de la mer et des droits des autres États côtiers.

## Origines des ZEE
L'idée d'accorder des ZEE aux États pour leur permettre un meilleur contrôle dans les affaires maritimes en dehors des limites territoriales fut acceptée tardivement au XXe siècle.
À l'origine, la mer territoriale d'un pays, dans laquelle il exerce des pouvoirs souverains, s'étendait à 3 milles marins ou 6 km (portée d'un tir de canon) au-delà des terres. Les mers territoriales furent ensuite étendues à 12 milles marins (22,224 km) des côtes.
En 1947, le Chili et le Pérou revendiquèrent tous deux une zone de 200 milles marins (370,4 km). En 1952, la déclaration de Santiago conclue entre le Chili, le Pérou et l’Équateur fixe leurs frontières maritimes selon ce principe des 200 milles (370,4 km).
Dans les années 1970, l'Équateur revendiqua une extension de sa mer territoriale à 200 milles marins (370,4 km). Il commença alors à saisir des bateaux de pêche aux thons originaires des États-Unis en leur donnant de lourdes amendes (que le gouvernement américain payait). Finalement, les États-Unis ont soumis la question à la Cour internationale de justice à La Haye. Celle-ci a reconnu que 12 milles nautiques (22,224 km) était la largeur normale de la mer territoriale et contraint à la reconnaissance internationale de la zone économique exclusive des 200 milles (370,4 km) par la IIIe Convention des Nations unies sur le droit de la mer de 1982.
La partie V, article 55 de la convention dispose :

« Régime juridique particulier de la zone économique exclusive
La zone économique exclusive est une zone située au-delà de la mer territoriale et adjacente à celle-ci, soumise au régime juridique particulier établi par la présente partie, en vertu duquel les droits et la juridiction de l'État côtier et les droits et libertés des autres États sont gouvernés par les dispositions pertinentes de la Convention. »

— Article 55 de la Convention des Nations unies sur le droit de la mer

## Extension possible des droits d'exploitation des sols et sous-sols
Chaque État côtier peut décider de créer ou non une ZEE ; il peut alors en fixer arbitrairement la largeur, mais la ZEE ne peut toutefois s'étendre au-delà de 200 milles (370,4 km) comptés à partir de la ligne de base. La plupart des États ont opté pour une limite extérieure fixée à 200 milles (370,4 km).
En vertu de l'article 76 de la Convention Des Nations unies sur le droit de la mer, un État peut faire une demande d'extension de ses droits d'exploitation des sols et sous-sols marins (qui n'intègrent pas la ZEE), au-delà de 200 milles jusqu'à la limite du talus continental. L'extension du plateau continental ne doit alors pas dépasser 350 milles et les eaux restent dans le domaine international : seules les ressources du sol et du sous-sols peuvent être exclusivement exploitées par l'État riverain,.
Lorsque les lignes de base de deux États sont distantes de moins de 400 milles, la limite séparant leurs ZEE doit être fixée d'un commun accord (voir délimitation maritime) ou par décision d'un tribunal international compétent (Cour internationale de justice ou Tribunal international du droit de la mer, par exemple). En théorie, lorsque les États concernés revendiquent tous deux une ZEE maximale, la séparation entre les deux ZEE se fait à égale distance des lignes de base pour séparer équitablement l'espace marin ; cette règle de l'équidistance est rarement appliquée directement, et la limite ainsi déterminée sert généralement de base dans les opérations de délimitation maritime pour les négociations bilatérales ou multilatérales.
En Méditerranée, peu d'États ont créé une ZEE — si tous le faisaient, tout point de la Méditerranée serait dans une zone sous juridiction d'un État. Certains États ont toutefois créé des zones où ils exercent une partie des droits (droits de pêche, par exemple) ou des devoirs (protection de l'environnement, notamment) attachés aux ZEE. La France, qui a créé en 2004 en Méditerranée une zone de protection écologique, a depuis le 14 octobre 2012 revendiqué une ZEE.
Afin de protéger ses ressources halieutiques, notamment en légines, la France a constitué autour des îles australes (TAAF) une ZEE activement prospectée par les braconniers à la palangre,.

### Différends sur les ZEE
L'étendue exacte des ZEE est une source commune de conflits entre les États sur les mers.
- Un exemple bien connu est le différend ayant conduit à la guerre de la morue entre le Royaume-Uni et l'Islande.
- La Norvège et la Russie ont un différend concernant leurs mers territoriales respectives et leurs zones économiques exclusives à l'égard de l'archipel du Svalbard car il affecte la ZEE de la Russie en raison de son statut unique issu d'un traité. Un traité a été en principe accepté en avril 2010 entre les deux États qui promet de résoudre ce différend frontalier[12]. L'accord a été signé à Mourmansk le 15 septembre 2010[13].
- Le différend reposant sur Rockall est principalement dû à ses effets sur les ZEE, et non sur ses ressources et bénéfices stratégiques.
- La mer de Chine méridionale (et les îles Spratleys) est le site d'un différend entre plusieurs États voisins.
- Il y a un différend entre la Turquie et la Grèce sur une extension du plateau continental et de la ZEE.
- La Zone de protection écologique et de pêche (ZERP) de la Croatie en Adriatique a causé des tensions entre l'Italie et la Slovénie, menaçant l'adhésion de la Croatie à l'Union européenne.
- Une section de la mer de Beaufort est contestée entre le Canada et les États-Unis, car la zone contiendrait des réserves de pétrole.
- La France revendique une partie de la ZEE du Canada au niveau de Saint-Pierre-et-Miquelon, en se basant sur une nouvelle définition du plateau continental et de la zone économique exclusive entre les deux pays. Saint-Pierre-et-Miquelon est entièrement entouré par la ZEE du Canada.

Les régions avec une extension due à une barrière de glace au-delà des côtes sont aussi la source de différends potentiels.
- L'Algérie a décidé unilatéralement en avril 2018, de retracer la délimitation de ses eaux territoriales en Méditerranée qui jouxtent l’archipel des Baléares, la délimitation de la ZEE établie par l’Algérie au large de ses côtes englobe une partie des eaux du parc national de l'Archipel de Cabrera et de son "île" et approche des côtes italiennes de l'île Sardaigne (en italien : Sardigna), ce qui crée une tension des deux États côtier (l'Espagne et l'Italie) envers l'Algérie depuis récemment, alors que le pays a répondu qu'il avait juste suivi les normes de la Convention des Nations Unies sur le droit de la mer[15],[16].

## ZEE par pays

### Afrique du Sud

Zones maritimes de l'Afrique du Sud, dont la ZEE.

La ZEE de l'Afrique du Sud inclut les eaux près des terres continentales et celles environnant l'archipel du Prince-Édouard, soit une superficie de 1 535 538 km2.
- Continent 1 068 659 km2
- Archipel du Prince-Édouard 466 879 km2

### Algérie
La zone économique exclusive de l'Algérie a été déclarée le 1er avril 2018.

### Australie
L'Australie a la troisième plus grande zone économique exclusive après la France et les États-Unis, et se trouve devant la Russie, avec une superficie totale supérieure à celle de ses terres. D'après la Convention des Nations unies, la ZEE de l'Australie s'étend généralement à 200 milles marins (370 km) des côtes australiennes et de ses territoires extérieures, sauf si un accord de délimitation maritime existe avec un autre État.
La Commission des Nations unies sur les limites du plateau continental (en) a confirmé, en avril 2008, les droits de l'Australie sur plus de 2,5 million de kilomètres carrés de fonds marins au-delà des limites de la ZEE de l'Australie. L'Australie a également revendiqué, dans son mémoire à la Commission des Nations unies sur les limites du plateau continental, une ZEE de 200 milles marins (370 km) à partir de son territoire en Antarctique, mais a demandé qu'il ne soit pas donné suite à cette requête en conformité avec l'esprit de coopération énoncé dans le Traité sur l'Antarctique. Néanmoins, l'Australie maintient son droit d'explorer et d'exploiter la masse d'eau et les fonds marins dans sa ZEE.
| ZEE                                    | Superficie de la ZEE (km2) | Représentation |
| -------------------------------------- | -------------------------- | -------------- |
| Îles Heard-et-MacDonald                | 410 722                    |                |
| Île Christmas                          | 463 371                    |                |
| Îles Cocos                             | 325 021                    |                |
| Île Norfolk                            | 428 618                    |                |
| Île Macquarie                          | 471 837                    |                |
| Australie                              | 6 048 681                  |                |
| Territoire australien de l'Antarctique | 2 000 000                  |                |
| Total                                  | 8 148 250                  |                |

### Brésil
La zone économique exclusive du Brésil couvre 3 660 995 km2.
En 2004, le pays a exprimé le souhait de voir étendue sa marge continentale maritime, à la Commission des Nations unies sur la délimitation du plateau continental.

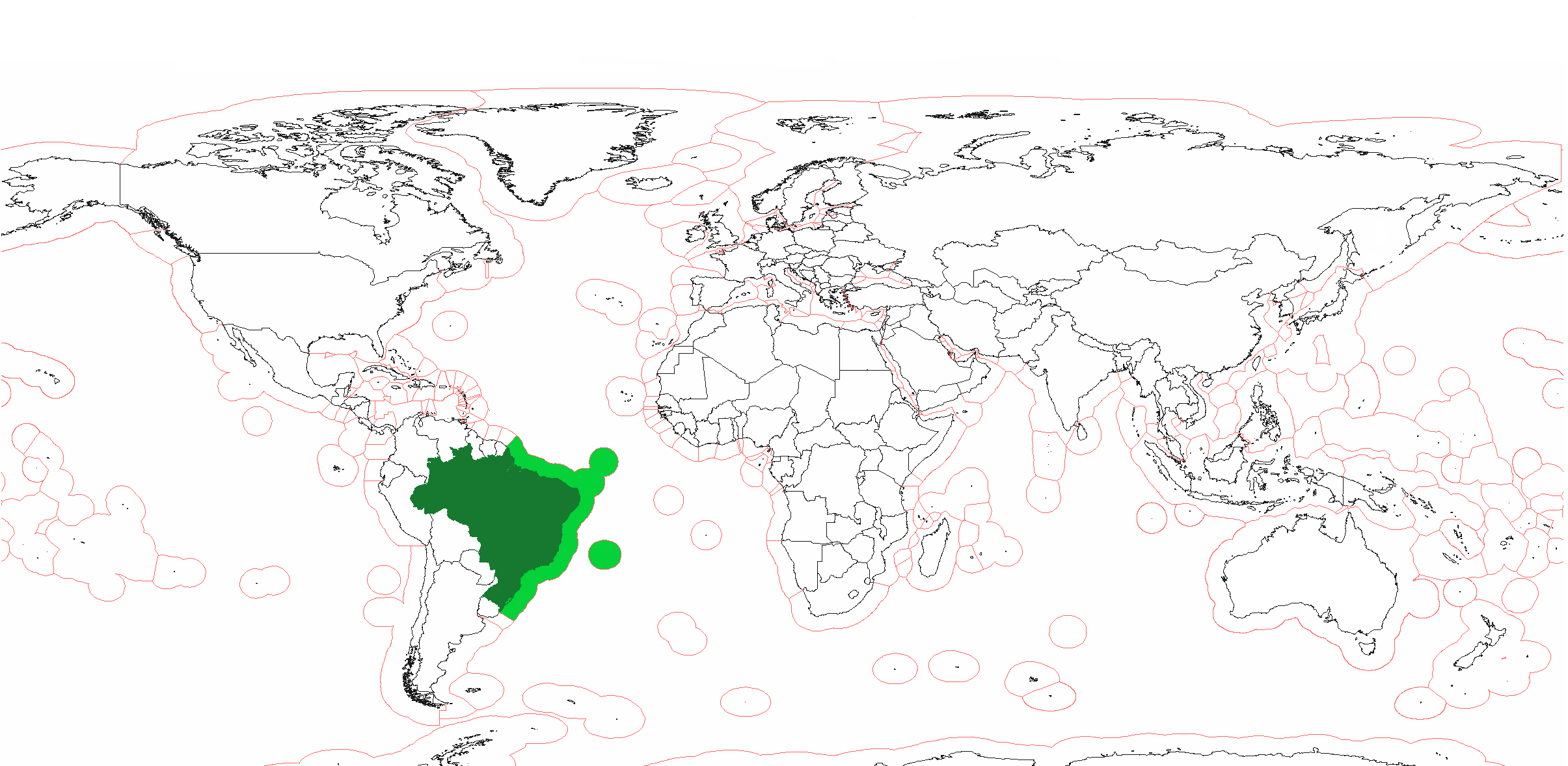
La ZEE du Brésil.

### Canada
Le cas du Canada est inhabituel en ce que sa ZEE, qui couvre une superficie de 2 755 564 km2, est légèrement plus petite que ses eaux territoriales. Cette dernière s'étend généralement à seulement 12 milles marins de la côte, mais inclut généralement aussi les eaux intérieures telles que la baie d'Hudson (environ 360 milles marins, ou 560 kilomètres), le golfe du Saint-Laurent et les eaux intérieures de l'archipel arctique canadien.

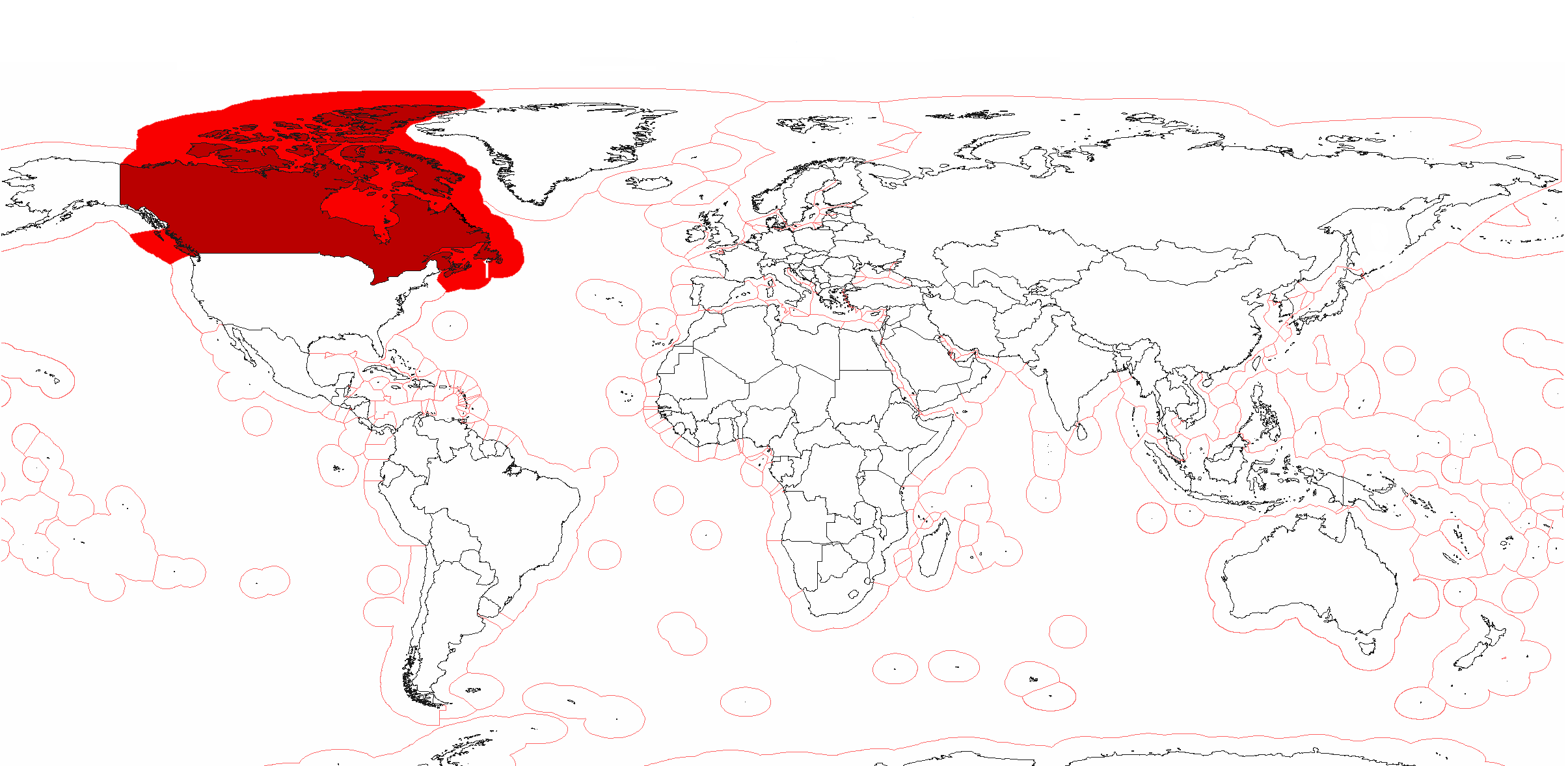
ZEE et eaux territoriales du Canada.

### Chili
La ZEE du Chili compte les environs de l'archipel Juan Fernández, des îles Desventuradas et de l'île de Pâques.
| Région                  | Superficie de la ZEE et des eaux territoriales (km2) | Superficie terrestre | Total     | Représentation |
| ----------------------- | ---------------------------------------------------- | -------------------- | --------- | -------------- |
| Chili                   | 2 017 717                                            | 755 757              | 2 773 474 |                |
| Îles Desventuradas      | 443 907                                              |                      |           |                |
| Île de Pâques           | 713 465                                              | 164                  | 713 629   |                |
| Archipel Juan Fernández | 500 190                                              |                      |           |                |
| Total                   | 3 675 279                                            | 756 102              | 4 431 381 |                |

### Chine
Bien qu'ayant ratifié le traité, la Chine revendique des zones maritimes sous prétextes de droits ancestraux : notamment l'île de Taïwan et, par conséquent, la ZEE correspondante. Elle revendique également dans le cadre du conflit en mer de Chine méridionale les îles Spratleys ainsi que d'autre archipels dont les îles Senkaku (conflit territorial des îles Senkaku) et le récif de Scarborough entrainant des tensions également avec Brunei, le Japon, la Malaisie, les Philippines, et le Vietnam.
| Région           | Superficie de la ZEE et des eaux territoriales (km2) | Représentation |
| ---------------- | ---------------------------------------------------- | -------------- |
| Chine            | 2 285 872 km2                                        |                |
| Hong Kong        | 2 097                                                |                |
| Macao            | 41                                                   |                |
| Zone revendiquée |                                                      |                |
| Taïwan           | 1 149 189                                            |                |
| Îles Spratleys   | 439 820                                              |                |
| Total            | 3 877 019                                            |                |

### États-Unis
La ZEE des États-Unis est la plus importante du monde avec 11 351 000 km2. Celle-ci est située d'une part au large des côtes est et ouest des États-Unis ainsi que sur le Golfe du Mexique, mais se trouve aussi dans la mer des Caraïbes, dans l'océan Pacifique ainsi que l'océan Arctique (au nord de l'Alaska). Dans le Pacifique, la recherche du guano fut l'un des motifs principaux de recherche de points d'ancrage des États-Unis qui ont ensuite servi de relais sur les routes aériennes transpacifiques (et aujourd'hui sur la route des câbles sous-marins).
Depuis 2007, la République Dominicaine se considère comme un état archipélagique, empiétant sur la médiane établie de longue date ou ligne d'équidistance diviser la ZEE de la République dominicaine et Porto Rico, et réclamant une partie de la ZEE revendiquée par les États-Unis en ce qui concerne l'état de Porto Rico, elle-même un territoire des États-Unis non constitué en société, et non incorporé.

ZEE des États-Unis.

### Inde
L'Inde a une ZEE d'une superficie totale de 2 305 143 km2 décomposée en une superficie de 1 641 514 km2 pour sa partie continentale, et d'une superficie de 663 629 km2 pour les îles Andaman.

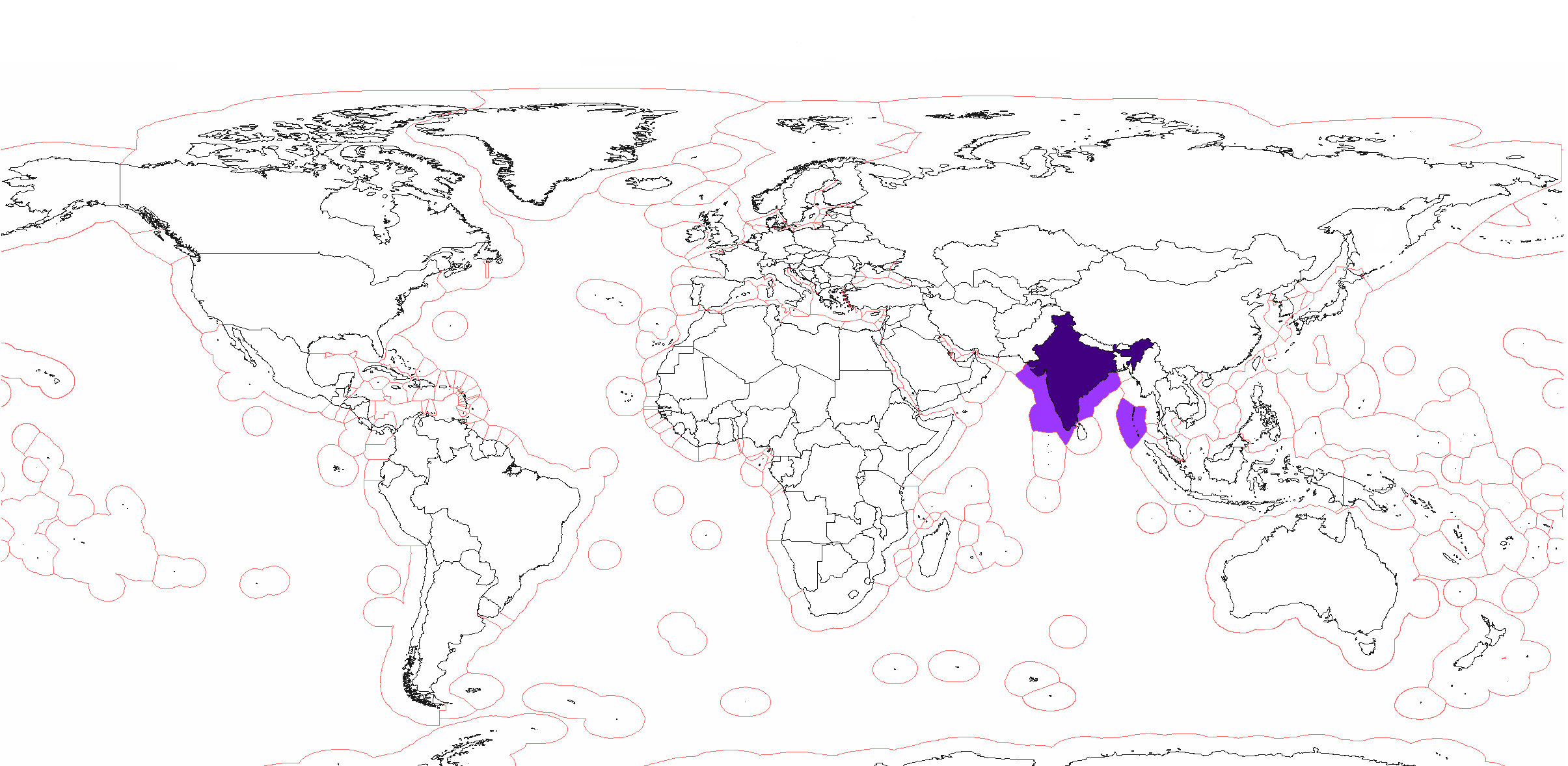
ZEE de l'Inde.

### Japon
| Région               | Superficie de la ZEE et des eaux territoriales (km2) | Représentation |
| -------------------- | ---------------------------------------------------- | -------------- |
| Japon                | 1 843 270                                            |                |
| Île Minamitori       | 428 875                                              |                |
| Archipel d'Ogasawara | 862 782                                              |                |
| Îles Ryūkyū          | 1 394 676                                            |                |
| Total                | 4 529 603                                            |                |

Le Japon a des différends concernant les limites de sa ZEE avec tous ses voisins (Russie, Corée du Sud, république populaire de Chine et république de Chine),.

### Mexique
La ZEE du Mexique couvre une superficie de 5 144 295 km2, et place le Mexique dans le top 15 des pays aux plus grandes ZEE.

### Norvège
La Norvège a une zone économique exclusive de 819 620 km2. Le pays a une zone de pêche de 1 878 953 km2, dont celles autour de l'archipel de Svalbard et l'île Jan Mayen. Le fait que l'Union européenne partage sa zone économique est l'une des raisons pour lesquelles la Norvège ne souhaite pas entrer dans l'Union européenne.
En avril 2009, la Commission des Nations unies pour la délimitation du plateau continental approuva les revendications de la Norvège sur une superficie supplémentaire de 235 000 km2. La Commission considéra que les revendications de la Norvège et de la Russie étaient valables sur une portion de plateau dans la mer de Barents.
| Région        | Superficie de la ZEE et des eaux territoriales (km2) | Superficie terrestre | Total     | Représentation |
| ------------- | ---------------------------------------------------- | -------------------- | --------- | -------------- |
| Norvège       | 1 273 482                                            | 323 802              | 1 597 284 |                |
| Svalbard      | 402 574                                              | 61 002               | 463 576   |                |
| Île Jan Mayen | 273 118                                              | 373                  | 273 491   |                |
| Île Bouvet    | 436 004                                              | 49                   | 436 053   |                |
| Total         | 2 385 178                                            | 385 226              | 2 770 404 |                |

### Nouvelle-Zélande
La ZEE de la Nouvelle-Zélande couvre une superficie de 4 083 744 km2, d'après le Sea Around Us Project,, ce qui représente quinze fois la superficie terrestre du pays. Les sources varient de façon significative sur la taille de la ZEE de la Nouvelle-Zélande ; par exemple, une publication du gouvernement établit qu'elle couvre une superficie de 4 300 000 km2. Ces chiffres sont ceux de la ZEE de la Nouvelle-Zélande en tant que telle, et n'inclut pas les autres territoires du royaume de Nouvelle-Zélande (Tokelau, Niue, les îles Cook et la dépendance de Ross).
| Territoire         | Superficie de la ZEE (km2) | Représentation |
| ------------------ | -------------------------- | -------------- |
| Nouvelle-Zélande   | 3 423 231                  |                |
| Îles Cook          | 1 960 135                  |                |
| Îles Kermadec      | 678 402                    |                |
| Tokelau            | 319 031                    |                |
| Niue               | 316 629                    |                |
| Dépendance de Ross | 2 300 000                  |                |
| Total              | 8 997 428                  |                |

### Philippines
La ZEE des Philippines couvre 2 263 816 km². Ce pays revendique également une partie des îles Spratleys.

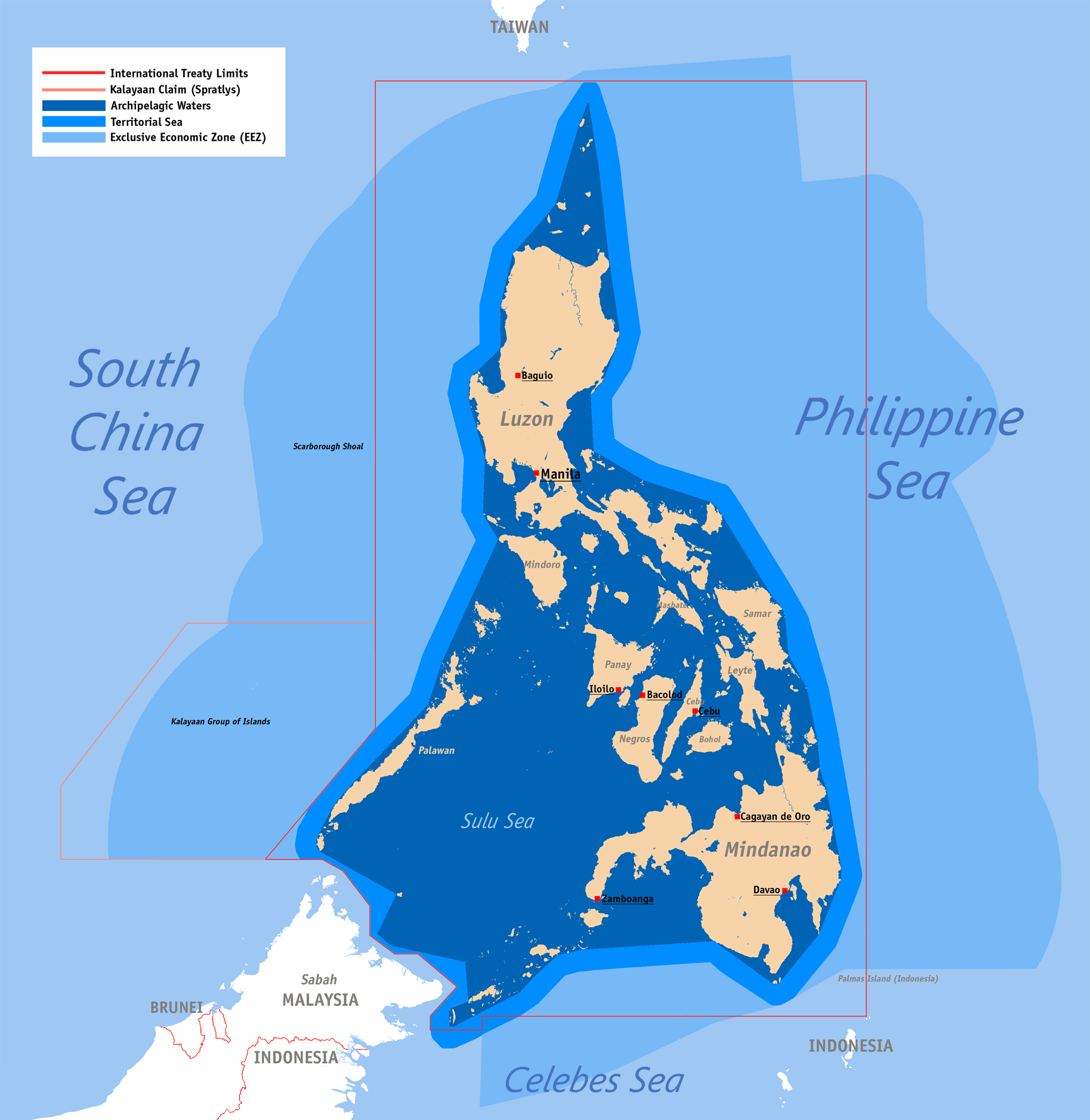
ZEE des Philippines. Les zones revendiquées sont en bleus très clair.

### Royaume-Uni
La ZEE du Royaume-Uni est la huitième plus grande ZEE du monde. Elle comprend la ZEE environnant le Royaume-Uni, les dépendances de la Couronne, et les territoires britanniques d'outre-mer. En dehors du Royaume-Uni (à l'exception de l'Île de Man qui ne se trouve pas dans l'Union) et de Gibraltar, l'ensemble de ces territoires et leurs ZEE n'ont jamais fait partie de l'UE.
| Territoire                                 | Superficie de la ZEE et des eaux territoriales (km2) | Notes                                                                        | Représentation |
| ------------------------------------------ | ---------------------------------------------------- | ---------------------------------------------------------------------------- | -------------- |
| Royaume-Uni                                | 773 676                                              | dont le rocher Rockall bien qu'il y ait un différend dessus, et l'Île de Man |                |
| Anguilla                                   | 92 178                                               |                                                                              |                |
| Île de l'Ascension                         | 441 658                                              |                                                                              |                |
| Bermudes                                   | 450 370                                              |                                                                              |                |
| Territoire britannique de l'océan Indien   | 638 568                                              | Il existe un différend avec la république de Maurice à propos des Chagos.    |                |
| Îles Vierges britanniques                  | 80 117                                               |                                                                              |                |
| Îles Caïmans                               | 119 137                                              |                                                                              |                |
| Îles Anglo-Normandes                       | 11 658                                               |                                                                              |                |
| Îles Malouines                             | 550 872                                              | Il existe un différend avec l'Argentine.                                     |                |
| Gibraltar                                  | 426                                                  | Il existe un différend avec l’Espagne.                                       |                |
| Montserrat                                 | 7 582                                                |                                                                              |                |
| Îles Pitcairn                              | 836 108                                              |                                                                              |                |
| Sainte-Hélène                              | 444 916                                              |                                                                              |                |
| Géorgie du Sud-et-les Îles Sandwich du Sud | 1 449 532                                            | Il existe un différend avec l'Argentine.                                     |                |
| Tristan da Cunha                           | 754 720                                              |                                                                              |                |
| Îles Turques-et-Caïques                    | 154 068                                              |                                                                              |                |
| Total                                      | 6 805 586                                            |                                                                              |                |

### Russie
La ZEE de la Russie couvre 7 566 673 km2.
| Région                           | Superficie de la ZEE et des eaux territoriales (km2) | Représentation |
| -------------------------------- | ---------------------------------------------------- | -------------- |
| Kaliningrad (Mer Baltique)       | 11 634                                               |                |
| Saint-Pétersbourg (Mer Baltique) | 12 759                                               |                |
| Mer de Barents                   | 1 308 140                                            |                |
| Mer Noire                        | 66 854                                               |                |
| Océan Pacifique                  | 3 419 202                                            |                |
| Sibérie                          | 3 277 292                                            |                |
| Total                            | 7 566 673                                            |                |

### Sénégal
La république du Sénégal possède une zone économique exclusive qui s'étend sur près de 212 000 km2 le long de 700 km de côtes. En superficie, le territoire maritime du Sénégal est le 85e dans le monde et le 24e en Afrique. Il se divise en trois zones :
- Zone nord : de la Mauritanie jusqu'à Dakar ;
- Zone centre : de Dakar jusqu'à la Gambie ;
- Zone sud : de la Gambie jusqu'à la Guinée-Bissau.

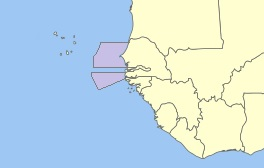
ZEE de la république du Sénégal.

### Union européenne
La « ZEE de l'Union européenne » se compose des ZEE de ses états membres, lesquelles ont été communautarisées. Chaque état continue à y exercer sa juridiction, sous réserve des compétences partagées ; la pêche en ZEE étant de la compétence exclusive de l'UE, un navire de l'un des États membres peut pêcher dans la ZEE d'un autre État membre. La surface combinée représente environ 19 millions de kilomètres carrés[réf. nécessaire].

ZEE partagée de l'Union européenne.
États membres de l'Union européenne et les régions ultrapériphériques.
ZEE partagée de l'UE (en mer Méditerranée, aucune ZEE n'est revendiquée, la carte représente ce qu'elles seraient si elles existaient.
Pays et territoires d'outre mer (PTOM), dépendants d'un État membre mais hors-UE
ZEE des PTOM (ZEE hors-UE)
États reconnus candidats officiels de l'Union européenne
ZEE des États candidats

#### Danemark
Le royaume du Danemark inclut, outre sa partie continentale, les provinces autonomes du Groenland et des Îles Féroé. Les ZEE de ces deux dernières régions ne font pas partie de la ZEE de l'Union européenne.
| Région     | Superficie de la ZEE et des eaux territoriales (km2) | Superficie terrestre | Total     | Représentation |
| ---------- | ---------------------------------------------------- | -------------------- | --------- | -------------- |
| Danemark   | 107 579                                              | 42 506               | 150 085   |                |
| Îles Féroé | 269 866                                              | 1 399                | 271 265   |                |
| Groenland  | 2 353 703                                            | 2 166 086            | 4 519 789 |                |
| Total      | 2 731 148                                            | 2 210 579            | 4 941 727 |                |

#### France
La ZEE de la France est la deuxième plus importante du monde avec une superficie de 10 186 624 km2.
| Territoire                                 | Superficie de la ZEE et des eaux territoriales (km2) | Représentation |
| ------------------------------------------ | ---------------------------------------------------- | -------------- |
| France métropolitaine                      | 371 096                                              |                |
| Saint-Pierre-et-Miquelon                   | 12 387                                               |                |
| Guadeloupe et Martinique                   | 138 440                                              |                |
| Saint-Barthélemy et Saint-Martin           | 5 202                                                |                |
| Guyane                                     | 131 506                                              |                |
| La Réunion                                 | 317 356                                              |                |
| Mayotte                                    | 69 238                                               |                |
| Îles Éparses                               | 634 853                                              |                |
| Archipel Crozet                            | 572 919                                              |                |
| Îles Kerguelen                             | 565 723                                              |                |
| Île Saint-Paul et Île Amsterdam            | 510 699                                              |                |
| Nouvelle-Calédonie                         | 1 364 591                                            |                |
| Wallis-et-Futuna (ZEE de Wallis-et-Futuna) | 262 563                                              |                |
| Polynésie française                        | 4 793 620                                            |                |
| Île Clipperton                             | 436 431                                              |                |
| Total                                      | 10 186 624                                           |                |

#### Grèce
Le sujet de la ZEE avec la Turquie peut entraîner un casus belli avec la Turquie.
Toutefois la déclaration de casus belli de la Turquie n'est pas liée à la question de la ZEE. La Turquie revendique un statut spécial pour la mer Égée en tant que mer semi-fermée (ce dont elle ne bénéficie pas, contrairement à d'autres mers fermées telles que la mer Caspienne ou encore une mer presque fermée comme la mer Noire). En outre, la Turquie ne figure pas parmi les signataires de la Convention qui permet aux pays d'élargir la largeur de leurs eaux territoriales jusqu'à 12 milles marins. Même si la Turquie oppose des articles de la Convention, elle a élargi ses propres eaux territoriales à 12 milles nautiques en mer Noire. D'ailleurs, en 1995, juste après la ratification de la Convention par le Parlement grec (comme chaque État signataire peut le faire), la Turquie a déclaré que si la Grèce étendait la largeur de ses eaux territoriales à plus de 6 milles nautiques (11 km), la Turquie pourrait concevoir cette action comme une tentative de confinement et une atteinte directe à sa souveraineté et pourrait menacer la Grèce d'une guerre (casus belli).

#### Pologne
La ZEE de la Pologne couvre une superficie de 30 533 km2 dans la mer Baltique.
Cela inclut les bassins bathymétriques suivants : le bassin de Bornholm (profondeur maximale de ce bassin dans sa partie polonaise : 95 m), le sillon Slupsk (entièrement en Pologne, profondeur maximale : 93 m), le bassin de Gotland (en partie polonaise, profondeur maximale de 120 m dans la ZEE polonaise), et le bassin de Gdańsk (situé en partie en Pologne, profondeur maximale en Pologne : 107 m).
Il y a de nombreux bancs de sable entre les bassins et la côte polonaise, dont l'Odra Bank (profondeur minimale : 4,5 m), le Slupsk Bank (profondeur minimale : 8 m), le Stilo Bank (profondeur minimale : 18 m) et le Southern Middle Bank (profondeur minimale : 14 m).
Parmi les ressources minérales de la ZEE polonaise se trouvent les dépôts de grave et de sable.

#### Portugal
Le Portugal a la troisième plus grande zone exclusive de l'Union européenne et la onzième plus grande au monde (le Danemark se trouve devant le Portugal au niveau mondial, mais derrière au niveau de l'Union car les provinces autonomes danoises n'en font pas partie).
La frontière entre la ZEE de l'Espagne et du Portugal fait l'objet d'un différend. L'Espagne soutient que la partie sud de la frontière entre les ZEE espagnoles et portugaises devrait être une ligne équidistante tracée à mi-chemin entre l'île de Madère et les îles Canaries. Mais le Portugal exerce sa souveraineté sur les îles Selvagens (un petit archipel au nord des Canaries), et demanda de déplacer la frontière de la ZEE plus au sud. L'Espagne protesta en se basant sur le fait que les îles Selvagens n'ont pas de plateau continental séparé, d'après l'article 121 de la Convention des Nations unies sur le droit de la mer :

« Les rochers qui ne se prêtent pas à l'habitation humaine ou à une vie économique propre, n'ont pas de zone économique exclusive ni de plateau continental. »

— Article 121 de la Convention des Nations unies sur le droit de la mer
Le Portugal a déposé une requête pour étendre sa juridiction sur 1,2 million de km2 sur le plateau continental environnant en mai 2009.
| Région               | Superficie de la ZEE et des eaux territoriales (km2) | Représentation |
| -------------------- | ---------------------------------------------------- | -------------- |
| Portugal continental | 327 667                                              |                |
| Açores               | 953 633                                              |                |
| Madère               | 446 108                                              |                |
| Total                | 1 727 408                                            |                |

## Classement des ZEE par superficie
Cette liste inclut les États souverains et leurs dépendances (dont les territoires inhabités), mais ne prend pas en compte l'Antarctique. ZEE+ST comprend la Zone économique exclusive (ZEE) et la Superficie terrestre (ST).
Les superficies cumulées des ZEE ne prennent pas en compte les extensions des plateaux continentaux. Comme le prévoit la convention de Montego Bay, l'extension du plateau continental concerne uniquement le sol et le sous-sol marin dans le prolongement naturel des terres émergées, ce qui la différencie [...] de la ZEE qui, elle, inclut la colonne d’eau.
| Place | Pays                              | ZEE (km2)  | Plateau km2[réf. nécessaire] | ZEE + ST (km2) |
| ----- | --------------------------------- | ---------- | ---------------------------- | -------------- |
| 1     | États-Unis                        | 11 351 000 | 2 193 526                    | 21 814 306     |
| 2     | France                            | 10 186 624 | 725 297                      | 10 911 921     |
| 3     | Australie                         | 9 025 053  | 2 194 008                    | 16 197 464     |
| 4     | Russie                            | 7 566 673  | 3 817 843                    | 24 664 915     |
| 5     | Royaume-Uni                       | 6 805 586  | 722 891                      | 7 048 486      |
| 6     | Nouvelle-Zélande                  | 6 682 503  | 277 610                      | 6 953 478      |
| 7     | Indonésie                         | 6 159 032  | 2 039 381                    | 8 019 392      |
| 8     | Canada                            | 5 599 077  | 2 644 795                    | 15 583 747     |
| 9     | Brésil,                           | 3 664 673  | 2 005 179                    | 12 179 550     |
| 10    | Japon                             | 4 479 388  | 400 000                      | 4 879 388      |
| 11    | Chili                             | 3 659 600  | 200 000                      | 3 859 600      |
| 12    | Kiribati                          | 3 441 810  | 7 523                        | 3 442 536      |
| 13    | Mexique                           | 3 177 593  | 419 102                      | 5 141 968      |
| 14    | États fédérés de Micronésie       | 2 996 419  | 19 403                       | 2 997 121      |
| 15    | Chine                             | 2 288 010  | 831 340                      | 11 884 971     |
| 16    | Danemark                          | 2 731 148  | 495 657                      | 4 761 811      |
| 17    | Papouasie-Nouvelle-Guinée         | 2 402 288  | 191 256                      | 2 865 128      |
| 18    | Norvège                           | 2 385 178  | 434 020                      | 2 770 404      |
| 19    | Inde                              | 2 305 143  | 402 996                      | 5 592 406      |
| 20    | Îles Marshall                     | 1 990 530  | 18 411                       | 1 990 711      |
| 21    | Portugal                          | 1 727 408  | 92 090                       | 1 819 498      |
| 22    | Philippines                       | 1 590 780  | 272 921                      | 1 890 780      |
| 23    | Îles Salomon                      | 1 589 477  | 36 282                       | 1 618 373      |
| 24    | Afrique du Sud                    | 1 535 538  | 156 337                      | 2 756 575      |
| 25    | Seychelles                        | 1 336 559  | 39 063                       | 1 337 014      |
| 26    | Maurice                           | 1 284 997  | 29 061                       | 1 287 037      |
| 27    | Fidji                             | 1 282 978  | 47 705                       | 1 301 250      |
| 28    | Madagascar                        | 1 225 259  | 101 505                      | 1 812 300      |
| 29    | Argentine                         | 1 159 063  | 856 346                      | 3 939 463      |
| 30    | Équateur                          | 1 077 231  | 41 034                       | 1 333 600      |
| 31    | Espagne                           | 1 039 233  | 77 920                       | 1 545 225      |
| 32    | Maroc (avec le Sahara occidental) | 1 000 000  | 710 850                      | 1 710 850      |
| 33    | Maldives                          | 923 322    | 34 538                       | 923 622        |
| 34    | Somalie                           | 825 052    | 55 895                       | 1 462 709      |
| 35    | Pérou                             | 815 915    | 82 000                       | 2 101 131      |
| 36    | Colombie                          | 808 158    | 53 691                       | 1 949 906      |
| 37    | Cap-Vert                          | 800 561    | 5 591                        | 804 594        |
| 38    | Islande                           | 751 345    | 108 015                      | 854 345        |
| 39    | Tuvalu                            | 749 790    | 3 575                        | 749 816        |
| 40    | Vanuatu                           | 663 251    | 11 483                       | 675 440        |
| 41    | Tonga                             | 659 558    | 8 517                        | 660 305        |
| 42    | Bahamas                           | 654 715    | 106 323                      | 668 658        |
| 43    | Palaos                            | 603 978    | 2 837                        | 604 437        |
| 44    | Mozambique                        | 578 986    | 94 212                       | 1 380 576      |
| --    | Maroc (sans le Sahara occidental) | 575 230    | 115 157                      | 1 287 780      |
| 45    | Costa Rica                        | 574 725    | 19 585                       | 625 825        |
| 46    | Namibie                           | 564 748    | 86 698                       | 1 388 864      |
| 47    | Yémen                             | 552 669    | 59 229                       | 1 080 637      |
| 48    | Italie                            | 541 915    | 116 834                      | 843 251        |
| 49    | Oman                              | 533 180    | 59 071                       | 842 680        |
| 50    | Birmanie                          | 532 775    | 220 332                      | 1 209 353      |
| 51    | Sri Lanka                         | 532 619    | 32 453                       | 598 229        |
| 52    | Angola                            | 518 433    | 48 092                       | 1 765 133      |
| 53    | Grèce                             | 505 572    | 81 451                       | 637 529        |
| 54    | Venezuela                         | 470 666    | 107 759                      | 1 382 716      |
| 55    | Vietnam                           | 417 663    | 365 198                      | 748 875        |
| 56    | Irlande                           | 410 310    | 139 935                      | 480 583        |
| 57    | Libye                             | 351 589    | 64 763                       | 2 111 129      |
| 58    | Cuba                              | 350 751    | 61 525                       | 460 637        |
| 59    | Panama                            | 335 646    | 53 404                       | 411 163        |
| 60    | Malaisie                          | 334 671    | 323 412                      | 665 474        |
| 61    | Nauru                             | 308 480    | 41                           | 308 501        |
| 62    | Guinée équatoriale                | 303 509    | 7 820                        | 331 560        |
| 63    | Corée du Sud                      | 300 851    | 225 214                      | 400 529        |
| 64    | Thaïlande                         | 299 397    | 230 063                      | 812 517        |
| 65    | Égypte                            | 263 451    | 61 591                       | 1 265 451      |
| 66    | Turquie                           | 261 654    | 56 093                       | 1 045 216      |
| 67    | Jamaïque                          | 258 137    | 9 802                        | 269 128        |
| 68    | République dominicaine            | 255 898    | 10 738                       | 304 569        |
| 69    | Liberia                           | 249 734    | 17 715                       | 361 103        |
| 70    | Honduras                          | 249 542    | 68 718                       | 362 034        |
| 71    | Tanzanie                          | 241 888    | 25 611                       | 1 186 975      |
| 72    | Pakistan                          | 235 999    | 51 383                       | 1 117 911      |
| 73    | Ghana                             | 235 349    | 22 502                       | 473 888        |
| 74    | Arabie saoudite                   | 228 633    |                              | 2 378 323      |
| 75    | Nigeria                           | 217 313    | 42 285                       | 1 141 081      |
| 76    | Sierra Leone                      | 215 611    | 28 625                       | 287 351        |
| 77    | Gabon                             | 202 790    | 35 020                       | 470 458        |
| 78    | Barbade                           | 186 898    | 426                          | 187 328        |
| 79    | Côte d'Ivoire                     | 176 254    | 10 175                       | 498 717        |
| 80    | Iran                              | 168 718    | 118 693                      | 1 797 468      |
| 81    | Mauritanie                        | 165 338    | 31 662                       | 1 190 858      |
| 82    | Comores                           | 163 752    | 1 526                        | 165 987        |
| 83    | Suède                             | 160 885    | 154 604                      | 602 255        |
| 84    | Sao Tomé-et-Principe              | 160 000    | 1 459                        | 161 001        |
| 85    | Sénégal                           | 158 861    | 23 092                       | 355 583        |
| 86    | Pays-Bas                          | 154 011    | 77 246                       | 192 345        |
| 87    | Ukraine                           | 147 318    | 79 142                       | 750 818        |
| 88    | Uruguay                           | 142 166    | 75 327                       | 318 381        |
| 89    | Guyana                            | 137 765    | 50 578                       | 352 734        |
| 90    | Corée du Nord                     | 132 826    | 54 566                       | 253 364        |
| 91    | Samoa                             | 127 950    | 2 087                        | 130 781        |
| 92    | Suriname                          | 127 772    | 53 631                       | 291 592        |
| 93    | Haïti                             | 126 760    | 6 683                        | 154 510        |
| 94    | Algérie                           | 126 353    | 9 985                        | 2 508 094      |
| 95    | Nicaragua                         | 123 881    | 70 874                       | 254 254        |
| 96    | Guinée-Bissau                     | 123 725    | 39 339                       | 159 850        |
| 97    | Kenya                             | 116 942    | 11 073                       | 697 309        |
| 98    | Guatemala                         | 114 170    | 14 422                       | 223 059        |
| 99    | Antigua-et-Barbuda                | 110 089    | 4 128                        | 110 531        |
| 100   | Tunisie                           | 101 857    | 67 126                       | 265 467        |
| 101   | Chypre                            | 98 707     | 4 042                        | 107 958        |
| 102   | El Salvador                       | 90 962     | 16 852                       | 112 003        |
| 103   | Finlande                          | 87 171     | 85 109                       | 425 590        |
| 104   | Bangladesh                        | 86 392     | 66 438                       | 230 390        |
| 105   | Taïwan                            | 83 231     | 43 016                       | 119 419        |
| 106   | Érythrée                          | 77 728     | 61 817                       | 195 328        |
| 107   | Trinité-et-Tobago                 | 74 199     | 25 284                       | 79 329         |
| 108   | Timor oriental                    | 70 326     | 25 648                       | 85 200         |
| 109   | Soudan                            | 68 148     | 19 827                       | 2 573 961      |
| 110   | Cambodge                          | 62 515     | 62 515                       | 243 550        |
| 111   | Guinée                            | 59 426     | 44 755                       | 305 283        |
| 112   | Croatie                           | 59 032     | 50 277                       | 115 626        |
| 113   | Émirats arabes unis               | 58 218     | 57 474                       | 141 818        |
| 114   | Allemagne                         | 57 485     | 57 485                       | 414 599        |
| 115   | Malte                             | 54 823     | 5 301                        | 55 139         |
| 116   | Estonie                           | 36 992     | 36 992                       | 82 219         |
| 117   | Saint-Vincent-et-les-Grenadines   | 36 302     | 1 561                        | 36 691         |
| 118   | Belize                            | 35 351     | 13 178                       | 58 317         |
| 119   | Bulgarie                          | 34 307     | 10 426                       | 145 186        |
| 120   | Bénin                             | 33 221     | 2 721                        | 145 843        |
| 121   | Qatar                             | 31 590     | 31 590                       | 43 176         |
| 122   | République du Congo               | 31 017     | 7 982                        | 373 017        |
| 123   | Pologne                           | 29 797     | 29 797                       | 342 482        |
| 124   | Dominique                         | 28 985     | 659                          | 29 736         |
| 125   | Lettonie                          | 28 452     | 27 772                       | 93 011         |
| 126   | Grenade                           | 27 426     | 2 237                        | 27 770         |
| 127   | Israël                            | 26 352     | 3 745                        | 48 424         |
| 128   | Roumanie                          | 23 627     | 19 303                       | 262 018        |
| 129   | Gambie                            | 23 112     | 5 581                        | 34 407         |
| 130   | Géorgie                           | 21 946     | 3 243                        | 91 646         |
| 131   | Liban                             | 19 516     | 1 067                        | 29 968         |
| 132   | Cameroun                          | 16 547     | 11 420                       | 491 989        |
| 133   | Sainte-Lucie                      | 15 617     | 544                          | 16 156         |
| 134   | Albanie                           | 13 691     | 6 979                        | 42 439         |
| 135   | Togo                              | 12 045     | 1 265                        | 68 830         |
| 136   | Koweït                            | 11 026     | 11 026                       | 28 844         |
| 137   | Syrie                             | 10 503     | 1 085                        | 195 683        |
| 138   | Bahreïn                           | 10 225     | 10 225                       | 10 975         |
| 139   | Brunei                            | 10 090     | 8 509                        | 15 855         |
| 140   | Saint-Christophe-et-Niévès        | 9 974      | 653                          | 10 235         |
| 141   | Monténégro                        | 7 745      | 3 896                        | 21 557         |
| 142   | Djibouti                          | 7 459      | 3 187                        | 30 659         |
| 143   | Lituanie                          | 7 031      | 7 031                        | 72 331         |
| 144   | Belgique                          | 3 447      | 3 447                        | 33 975         |
| 145   | République démocratique du Congo  | 1 606      | 1 593                        | 2 346 464      |
| 146   | Singapour                         | 1 067      | 1 067                        | 1 772          |
| 147   | Irak                              | 771        | 771                          | 439 088        |
| 148   | Monaco                            | 288        |                              | 290            |
| 149   | Palestine                         | 256        | 256                          | 6 276          |
| 150   | Slovénie                          | 220        | 220                          | 20 493         |
| 151   | Jordanie                          | 166        | 59                           | 89 508         |
| 152   | Bosnie-Herzégovine                | 14         | 14                           | 51 259         |
|       | Kazakhstan                        |            |                              | 2 724 900      |
|       | Mongolie                          |            |                              | 1 564 100      |
|       | Tchad                             |            |                              | 1 284 000      |
|       | Niger                             |            |                              | 1 267 000      |
|       | Mali                              |            |                              | 1 240 192      |
|       | Éthiopie                          |            |                              | 1 104 300      |
|       | Bolivie                           |            |                              | 1 098 581      |
|       | Zambie                            |            |                              | 752 612        |
|       | Afghanistan                       |            |                              | 652 090        |
|       | Soudan du Sud                     |            |                              | 644 329        |
|       | République centrafricaine         |            |                              | 622 984        |
|       | Botswana                          |            |                              | 582 000        |
|       | Turkménistan                      |            |                              | 488 100        |
|       | Ouzbékistan                       |            |                              | 447 400        |
|       | Paraguay                          |            |                              | 406 752        |
|       | Zimbabwe                          |            |                              | 390 757        |
|       | Burkina Faso                      |            |                              | 274 222        |
|       | Ouganda                           |            |                              | 241 038        |
|       | Laos                              |            |                              | 236 800        |
|       | Biélorussie                       |            |                              | 207 600        |
|       | Kirghizistan                      |            |                              | 199 951        |
|       | Népal                             |            |                              | 147 181        |
|       | Tadjikistan                       |            |                              | 143 100        |
|       | Malawi                            |            |                              | 118 484        |
|       | Hongrie                           |            |                              | 93 028         |
|       | Azerbaïdjan                       |            |                              | 86 600         |
|       | Autriche                          |            |                              | 83 871         |
|       | République tchèque                |            |                              | 78 867         |
|       | Serbie                            |            |                              | 77 474         |
|       | Slovaquie                         |            |                              | 49 035         |
|       | Suisse                            |            |                              | 41 284         |
|       | Bhoutan                           |            |                              | 38 394         |
|       | Moldavie                          |            |                              | 33 846         |
|       | Lesotho                           |            |                              | 30 355         |
|       | Arménie                           |            |                              | 29 743         |
|       | Burundi                           |            |                              | 27 834         |
|       | Rwanda                            |            |                              | 26 338         |
|       | Macédoine du Nord                 |            |                              | 25 713         |
|       | Eswatini                          |            |                              | 17 364         |
|       | Kosovo                            |            |                              | 10 887         |
|       | Luxembourg                        |            |                              | 2 586          |
|       | Andorre                           |            |                              | 468            |
|       | Liechtenstein                     |            |                              | 160            |
|       | Saint-Marin                       |            |                              | 61             |
|       | Vatican                           |            |                              | 0,44           |